# Dave Ramone
Dave Ramone (eigentlicher Name Friedrich Leidig) ist ein deutscher DJ und Musikproduzent aus Fürth.

## Karriere
Fritz Leidig stammt ursprünglich aus München und begann in den 1990er Jahren als DJ. Unter dem Namen Ramone und später als Dave Ramone veröffentlichte er in den 2000ern Singles und Remixe unter anderem mit Arnold Palmer und Frank Knebel alias Thomas Gold. Für die schwedische Sängerin September erstellte er mehrere Neuabmischungen, darunter den UK Radio Edit ihres Top-5-Hits Cry for You. Andere Musiker, für die er tätig war, sind zum Beispiel DJ Antoine, Cascada, Master Blaster, Pulsedriver, Loona und Alex Cole.
2014 gründete er die Musikagentur Kickson in Fürth und zwei Jahre später veröffentlichte er dort das Lied Love on Repeat mit der Sängerin Minelli. Die Single stieg im September 2016 in die deutschen Charts ein. Nach zwei Wochen stellte der BVMI-Prüfausschuss jedoch verdächtige Verkäufe fest und nahm das Lied aus der Wertung. Aufgrund der Nachprüfung wurde auf versuchte Chartmanipulation erkannt und die Single für acht Wochen für die Charts gesperrt.

## Diskografie
Lieder
- Lonely Summer / Arnold Palmer vs. Ramone (2000)
- Club Nights / Arnold Palmer vs. Ramone (2001)
- Seasons in the Sun / Second:Run featuring DJ Ramone (2003)
- I Love the Nightlife / Ramone (2005)
- Captain Future / Dave Ramone (2010)
- Love on Repeat / Dave Ramone featuring Minelli (2016)
- Summer Love / Dave Ramone featuring Minelli (2017)

Remixe
- Captured (Dave Ramone Electro Mix) / DJ Antoine (2007)
- Because I Love You (Dave Ramone Radio Edit) / September (2008)
- Can’Get Over (Dave Ramone Extended Mix) / September (2008)
- Cry for You (UK Radio Edit) / September (2008)
- Maniac (Dave Ramone Remix) / Topmodelz (2008)
- Everywhere (Dave Ramone Radio Mix) / Master Blaster (2008)
- Faded (Dave Ramone Remix) / Cascada (2008)
- Crying in the Rain (Niels van Gogh & Dave Ramone Remix) / Guru Josh Project (2009)
- Breathe (Dave Ramone Radio Edit) / Schiller with September (2009)
- Peace (Dave Ramone Remix) / Pulsedriver (2009)
- Parapapapapa (Dave Ramone Radio Edit) / Loona (2009)
- Do It All Night (Dave Ramone Remix) / Darius & Finlay (2009)
- I Will Follow You (Dave Ramone Mix) / Schiller mit Hen Ree (2010)
- Baby, It’s OK (Dave Ramone Remix) / Follow Your Instinct feat. Alexandra Stan (2014)
- Miami (Dave Ramone Edit) / Niels van Gogh feat. Princess Superstar (2014)